# بيلي ديكنسون
بيلي ديكنسون (بالإنجليزية: Billy Dickinson)‏ (18 فبراير 1906 في المملكة المتحدة - 17 أغسطس 1968) هو لاعب كرة قدم بريطاني (وحمل سابقاً جنسية المملكة المتحدة لبريطانيا العظمى وأيرلندا) في مركز الهجوم. لعب مع نادي روذرهام يونايتد ونادي ساوثيند يونايتد ونوتينغهام فورست وهال سيتي وWigan Borough F.C. ‏.